# Kampfgeschwader 51
51-ша бомбардувальна ескадра «Едельвейс» (нім. Kampfgeschwader 51 "Edelweiss" (KG 51) — бомбардувальна ескадра Люфтваффе за часів Другої світової війни. Формування брало участь практично в усіх кампаніях та великих битвах на Європейському театрі війни, починаючи з вторгнення вермахту до Франції, Бельгії та Нідерландів і до закінчення військових дій. Основним завданням ескадри було проведення стратегічного бомбардування, безпосередня підтримка військ на полі бою, боротьба з кораблями та суднами противника тощо. На озброєнні ескадри перебувало три основних типи бомбардувальників Третього Рейху: He 111, Ju 88 та Do 17.

## Історія

### Формування
51-ша бомбардувальна ескадра була сформована 1 травня 1939 року на військовому аеродромі поблизу міста Ландсберг-ам-Лех у Баварії шляхом переформування 255-ї бомбардувальної ескадри. Спочатку створені штаб та 1-ша авіагрупа ескадри, основним озброєнням яких були бомбардувальники Do 17M, першим командиром ескадри став оберст доктор Йоганн-Фолькмар Фіссер. Згодом надійшли бомбардувальники Do 17E і до кінця серпня 1939 року, до початку вторгнення до Польщі, авіаційне формування проходило етап доукомплектування та навчання. 20 серпня її перекинули до Меммінгена. За станом на 1 вересня 1939 року 34 з її 36 літаків були у справному стані.
1 грудня 1939 року в Бреслау почалося формування II./KG 51. Спочатку група почала формуватися в Австрії у Вінер-Нойштадті. Групу під командуванням майора Фрідріха Вінклера оснастили новішими Ju 88. Однак, до травня 1940 року авіагрупа не встигла досягти бойової готовності, тільки 15 з 38 бомбардувальників групи були боєготові на початок Французької кампанії.
1 травня 1939 року була утворена група III./KG 51 під командуванням оберста Алоїса Штекля. Особовий склад підрозділу проходив тренування протягом літа, а екіпажі перейшли з Do 17E на He 111H. До початку Другої світової війни 33 з 36 бомбардувальників були готові до ведення бойових дій.
На момент вторгнення німецького вермахту до Польщі, що ознаменувало початок Другої світової в Європі, штаб KG 51 перебував у резерві на півдні Німеччини й не брав участі у вторгненні. Першим бойовим завданням для льотчиків ескадри стало скидання дев'ятьма літаками пропагандистських листівок над Францією 6 листопада 1939 року. Також пілоти виконували розвідувальні місії в ході Дивної війни.

### Битва на Заході
10 травня 1940 року керівництво Третього Рейху ввело в дію план операції «Гельб», за яким вермахт розпочав битву за Нідерланди, Бельгію та Францію. Група армій «B» вторглася в Нижні країни, витягнувши в такий спосіб французьку армію та Британський експедиційний корпус до Бельгії, що дозволило у свою чергу групі армій «А» прорватися через Арденни, практично без опору з боку противника, на північ від лінії Мажино до Ла-Манша. Дуже швидко війська союзників опинилися притиснутими до Дюнкерського плацдарму і перебували на грані повного розгрому німецькою армією.
На момент початку операції 51-ша бомбардувальна ескадра входила до складу 5-го повітряного корпусу. О 03:56 ранку 10 травня перші бомбардувальники KG 51 почали бойові дії. І./KG 51, під командуванням майора Ганса Бруно Шульц-Гейна, що мала у своєму складі 18 оперативних He 111 із загальної кількості 36, а ще 7 оперативних Ju 88 з 23, базувалася на аеродромі в Лехвельді. У перший день наступу авіаційна група І./KG 51 виконувала завдання з бомбардування авіабази ПС Франції у Діжоні. 8./KG 51 через навігаційну помилку завдала удару по німецькому прикордонному місту Фрайбург, спричинивши 100 жертв серед цивільного населення, зокрема вбивши 57 людей, серед яких 22 дитини. Щоб приховати грубу помилку льотчиків Герінга, нацистський міністр пропаганди Йозеф Геббельс звинувачував британських та французів у скоєнні так званої «розправи у Фрайбурзі».
З першого дня I./KG 51 і III./KG 51 завдавали ударів по цілях у районах Шалон-ан-Шампань і Валансьєнн. Також авіація ескадри активно діяла в битві за Седан. 15 травня 9./KG 51 в районі Реймса зазнала одночасно три втрати; два літаки були збиті в бою з 607-ю британською ескадрильєю та ще один з французькою винищувальною авіагрупою. Згодом бомбардувальники KG 51 здійснювали повітряну підтримку наступу бронетанкових з'єднань XIX армійського корпусу Гайнца Гудеріана.
Усі три групи ескадри брали участь у битві за Дюнкерк після того, як 20 травня танкові дивізії вермахту прорвалися до Ла-Маншу. I. та II./KG 51 підтримували наземні війська при облозі Лілля 3 червня німецька авіація почала операцію «Паула» — масові атаки на аеродроми та заводи в районі Парижа. Операція полягала в підтримці другого, завершального етапу (план «Рот») наступу. Але, KG 51, схоже, не брала участі. Принаймні у цей час командир ескадри, гешвадеркомодор, Йозеф Каммгубер був збитий союзниками й тимчасово потрапив у полон. Німецький офіцер був звільнений після капітуляції Франції.
З початком другої частини німецького вторгнення до Франції, операції «Рот», KG 51 підтримував наземні війська. За перші п'ять днів боїв KG 51 втратив чотири літаки, коли загалом Люфтваффе втратило 101 літак, заявивши про знищення 221 літак противника.

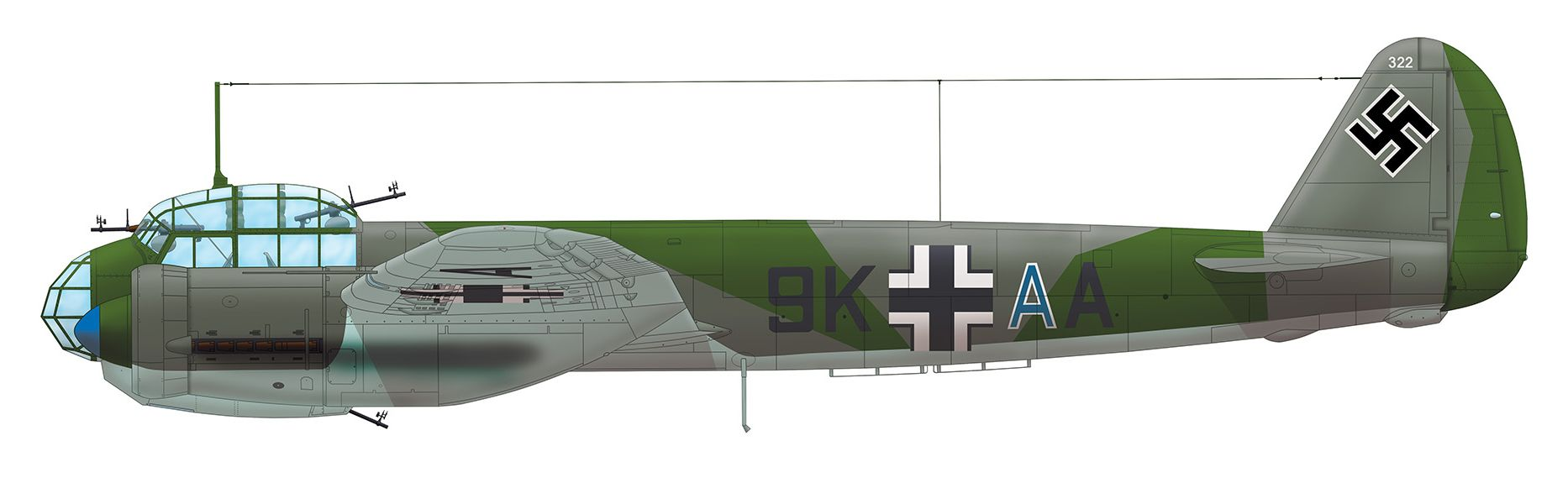
Німецький бомбардувальник Ju 88A-1 штабу 51-ї ескадри

II./KG 51 підтримувала просування військ вермахту у східній частині Франції до їхнього виходу на кордон зі Швейцарією з 1 червня, завершивши оточення французьких сил поздовж лінії Мажино. Після завершення активної фази військової кампанії I./KG 51 базувався в аеропорту Парижа, Орлі, II./KG 51 перебував з III./KG 51 на аеродромі в Етампі 20 червня, за дні до перемир'я 22 червня 1940 року.

### Битва за Британію
У липні 1940 року Люфтваффе в битві за Британію розпочали етап бомбардування конвоїв у протоці Ла-Манш, так званий «Каналкампф». У серпні повітряні атаки, до яких залучалися бомбардувальники 51-ї ескадри поширилися на острівну частину Сполученого Королівства. Основною метою повітряної наступальної операції рейхсмаршала Герінга було знищення головних сил Винищувального командування Королівських ПС над південною Англією, принаймні, на етапі підготовки до операції «Морський лев». KG 51, що перебував у складі сил 5-го повітряного корпусу 3-го повітряного флоту, зіграв велику роль у повітряних операціях влітку та восени 1940 року.

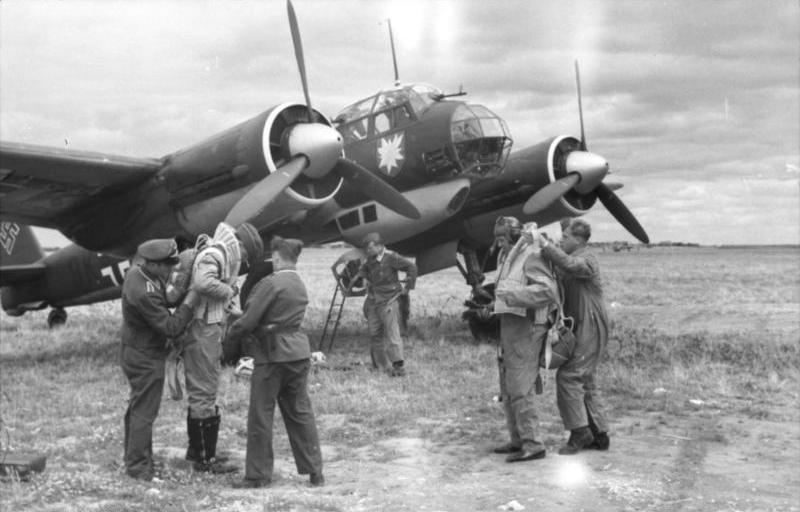
Екіпаж 51-ї бомбардувальної ескадри готується до бойового вильоту. Битва за Британію. 1940

51-ша бомбардувальна ескадра провела чисельні атаки на британські позиції та міста. 1 липня 1940 року I./KG 51 зафіксував свою першу (Ju 88) втрату в битві біля Данбара, Шотландія. 11 та 12 липня німці атакували есмінці Королівських ВМС поблизу острова Святої Катерини та мису Старт-Пойнт. Біля цього мису британський «Блейхем» збив 1 Ju 88. 17 липня група провела нальоти на Бристоль і 27 липня втратила Ju 88 при нальоті на Лендс-Енд.
II та III./KG 51 зазнали по однієї втрати; перший загинув від британського винищувача, а другий був пошкоджений в результаті зенітного вогню. Оскільки інтенсивність повітряного наступу зростала, втрати також поступово збільшувалися. 25 липня II група втратила ще один Ju 88, а за ним два дні пізніше I./KG 51 — Ju 88.
12 серпня 1-ша група здійснила рейд на цілі у Портсмуті та острові Вайт, під час якого загинув командир KG 51 оберст Фіссер. Він особисто вів на бомбардування 68 Ju 88, під прикриттям 150 Bf 109 та Bf 110. Німецькі літаки наразилися на жорстку відсіч британських військ, близько 58 винищувачів Королівських ПС взяли участь у відбитті ворожого нальоту. У повітряних сутичках KG 51 втратив 10 бомбардувальників, ще два були пошкоджені. Разом з Фіссером 11 членів екіпажів загинули, що 28 осіб були оголошені такими, що зникли безвісти. I./KG 51 втратила два Ju 88, ще один пошкоджений ледве дотягнув до Франції. Декілька одиниць були збиті зі складу II./KG 51 і III./KG 51.
13 серпня при проведення першого дня операції «Адлертаг» ескадра мала у строю 21 боєготовий літак з 30 штатних. У цей день командування Люфтваффе планувало завдати максимально потужного удару по британській винищувальній авіації та вщент її розтрощити. KG 51 завдавало ударів по цілях на аеродромі Бібері, у гавані Спітгед та радіолокаційній станції Вентнор на острові Вайт. Хоча ескадра при проведенні цього нальоту на зазнала жодних втрат, загалом німецькі втрати були значними, а мета атаки не вдалася. Операції з бомбардувань продовжувалися ще декілька днів, 51-ша бомбардувальна ескадра втратила кілька бомбардувальників.
24 серпня KG 51 провела стрімку атаку бази Домашнього флоту в Портсмуті, менше ніж за чотири хвилини було скинуто 50 тонн бомб. Місто також було постраждало, 83 людини були вбиті, 191 поранена та 700 — залишилися без даху над головою. Один бомбардувальник був збитий.
25 серпня II./KG 51 взяла участь у масованій атаці на об'єкти в районі Гастінгса. Разом з літаками авіагрупи діяли бомбардувальники II./KG 54 під потужним ескортом 103 Bf 110 зі складу ZG 2, ZG 76 та V.(Z)/LG 1. KG 51 перехопили винищувачі 17-ї, 87-ї та 609-ї ескадрильї Королівських ПС. У масштабній повітряній битві в небі над Англією 1./ZG 2 втратив чотири Bf 110, II./KG 51 — два своїх літаки.

#### Бліц
7 вересня 1940 року німецькі повітряні сили розпочали наймасштабнішу у світовій історії повітряну наступальну операцію із застосуванням майже усіх своїх наявних сил проти Великої Британії. Втім, з початком битви за Британію Люфтваффе зазнали великих збитків. За станом на 17 серпня, за декілька тижнів раніше, німецька авіація нараховувала в строю 2226 боєготових літаків. До 7 вересня до ведення бойових дій лишилося 1895 літаків, з яких 484 бомбардувальники, тобто армада Герінга втратила 15 відсотків свого потенціалу.
Усі три групи 51-ї бомбардувальної ескадри увійшли до колосального флоту німецьких бомбардувальників, які атакували Лондон. Початок «Бліцу» означав перехід від стратегії атак аеродромів і об'єктів інфраструктури авіації противника до масованого штурму економічного та комерційного центру Великої Британії. Німецьке керівництво, помилково вважаючи, що з Винищувальним командуванням британців покінчено, і атака на Лондон змусить англійців скористатися останніми резервами, німці почали «Бліц».
15 вересня, в найвідповідальніший та найзапекліший день у повітряній битві за Англію, так званий «День битви за Британію», KG 51 втратила два Ju 88.

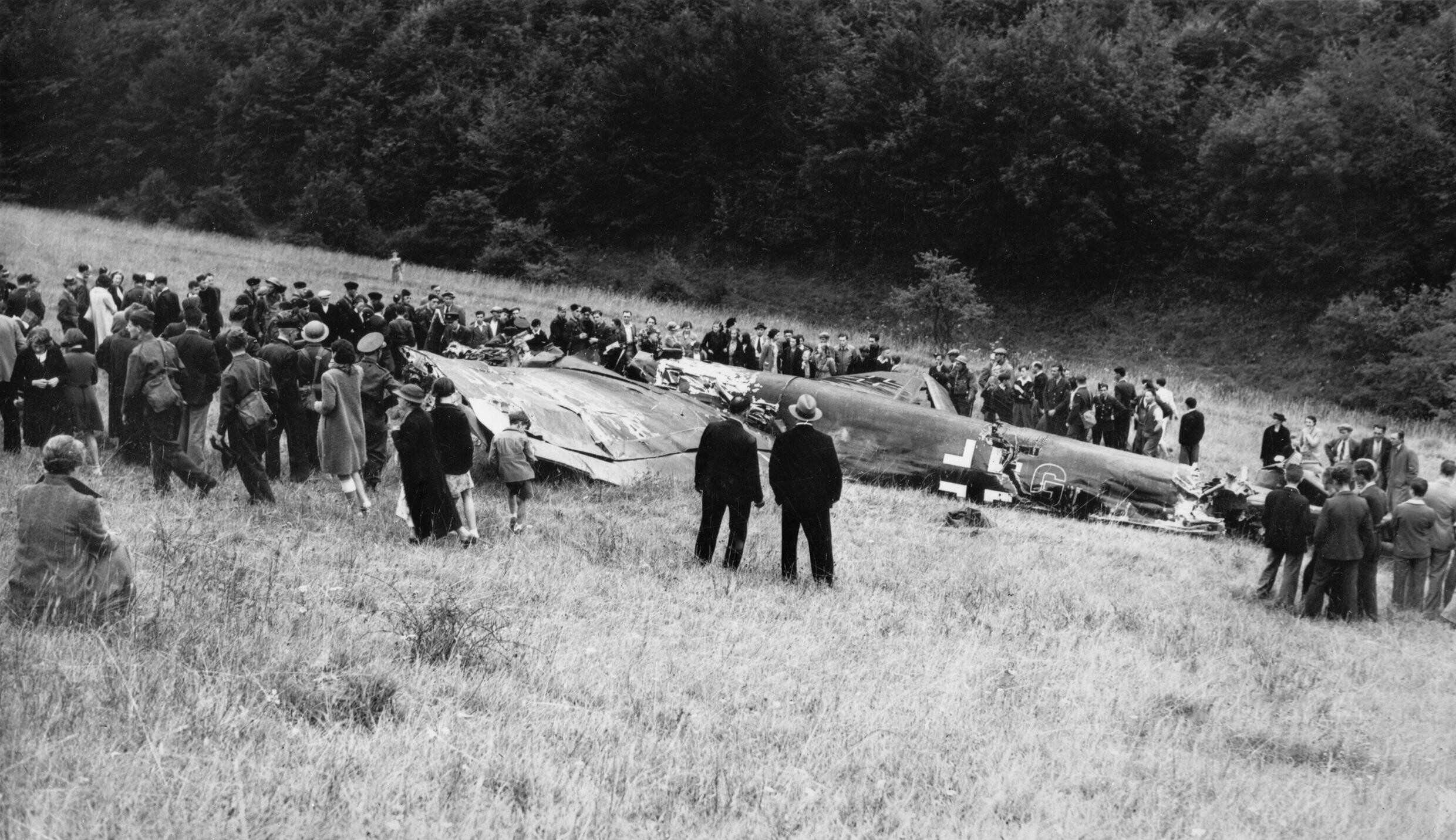
Збитий у небі над Англією літак 51-ї бомбардувальної ескадри. Битва за Британію. 1940

30 вересня I./KG 51 виділив 11 Ju 88 на відволікаючий удар по цілях у Саутгемптоні, тоді як основною метою авіанальоту було бомбардування літаками KG 55 авіаційного заводу Westland Aircraft у Йовілі. Одночасно I./KG 77 діяв у другому відволікаючому нальоті на Лондон. На перехоплення He 111 KG 55 під потужним ескортом винищувачів ZG 26, JG 2 і JG 53 британська авіація підняла дев'ять ескадрилей винищувачів-перехоплювачів, тоді як на відбиття нальоту 11 Ju 88 KG 51 вилетіла лише 602-га ескадрилья англійців. I./KG 51 раптом відгорнула від цілей, не скинувши жодної бомби, і на зворотному шляху один німецький бомбардувальник був збитий перед тим, як німці перелетіли Ла-Манш.
З 9 жовтня KG 51 перейшла на нічні операції. 4 листопада II./KG 51 бомбардував Реддіч і взяв участь у Лондонському бліці тієї ж ночі з першою групою, і продовжував це робити до 1941 року.
14 листопада усі три групи були задіяні в операції «Мондсхайнсонат» («Сонячна соната»), операції з нападу на Ковентрі. 20/21 листопада III./KG 51 брала участь у Бірмінгемському бліці, коли бомбардуванню піддалися Касл-Бромвіч та Вест-Бромвіч. 28/29 листопада усі три групи залучалися до «Ліверпульського бліца», а потім бомбардували Брайтон.
22/23 та 23/24 грудня III./KG 51 продовжувала брати участь у нічних рейдах та англійські міста, зокрема брала участь у Манчестерському бліці, 23/24 грудня — здійснила наліт на Дербі. 29 грудня 1940 року вся ескадра залучалася до масованого авіанальоту на британську столицю.
З початку 1941 року 51-ша бомбардувальна ескадра неодноразово брала активну участь в авіаційних атаках на міста Англії, так формування Люфтваффе залучалося до акцій Бліца: на Глазго, Кінгстон-апон-Галл, Шеффілд, Плімут, Портсмут та на інші міста та селища, включаючи Суонсі.

### Балканська кампанія
У квітні 1941 року практично вся ескадра була залучена до кампанії на Балканах. I./KG 51 мала 29 справних Ju 88 (17 боєготових), а II./KG 51 — 18 Ju 88 з 28 за штатом.
I./KG 51 брала участь у бомбардуванні Белграду та атакувала війська союзників, що відступали територією Греції на південь. 15 та 19 квітня частка сил ескадри у складі Lehrgeschwader 1 брала участь у бомбардуванні Афін. Згодом бомбардувальна авіація завдавала ударів по грецьких гаванях та острову Крит. 26 квітня вони бомбардували Коринфський канал і 3 травня судна союзників у затоці Суда. 13 травня операції для підрозділів 51-ї ескадри припинилися, частина передала усі свої наявні літаки I./LG 1 і відбула до Австрії на відновлення боєздатності й отримання нових бомбардувальників.
II./KG 51 підтримувала наземні сили в операціях поблизу Баня-Луки 12 квітня і 14 квітня здійснювала безпосередню повітряну підтримку вермахту навколо Сараєво та району Печ. 15 квітня були здійснені напади на грецькі порти Волос, 19 та 20 квітня — на Халкіс.

### Східний фронт

#### Операція «Барбаросса»
На момент підготовки до вторгнення до Радянського Союзу 51-шу бомбардувальну ескадри у складі 5-го повітряного корпусу підпорядкували 4-му повітряному флоту, який готувався діяти на південному фланзі майбутнього німецько-радянського фронту. Вже 22 червня 1941 року з початком операції «Барбаросса», 51-ша ескадра втратила в боях з радянською авіацією 15 літаків. KG 55, що діяла разом, 10 літаків. Разом з цим, німецькі пілоти записали на свій рахунок 100 знищених на землі радянських літаків.
Загалом ескадри 5-го корпусу атакували в період з 22 до 25 червня 1941 року 77 аеродромів ВПС Червоної армії й вважали, що знищили 774 літаки противника. 26 червня корпус зазнав максимальних втрат, за один день було збито 8 бомбардувальників і ще 9 пошкоджено. Через гостру нестачу пікіруючих бомбардувальників типу Junkers Ju 87 німецьке командування кинуло на безпосередню підтримку сухопутних військ середні бомбардувальники KG 51, KG 55 і KG 54, які не були пристосовані до ведення боїв такого типу і були слабо захищені від вогню з землі.
Наприкінці червня KG 51 брала активну участь у підтримці операції «Мюнхен» та битві при Бродах. В атаках під Бродами KG 51, KG 54 та KG 55 здійснили низку потужних атак проти радянських наземних цілей. Штаб радянського 15-го механізованого корпусу був знищений, а його командир генерал-майор Гнат Карпезо був поранений. Люфтваффе знищило під час рейдів у цьому районі близько 201 радянського танка. Битва завершилася великою перемогою, але вона коштувала 51-ій бомбардувальній ескадрі втрати третини своїх сил; 30 бомбардувальників були знищені та дев'ять пошкоджені за перші вісім днів; KG 54 доповідала, що 16 Ju 88 були знищені або пошкоджені, тоді як KG 55 доповідала про 46 He 11.
Наступними великими операціями, де брала участь KG 51 були битви під Уманню та за Київ у серпні-вересні 1941 року. У боях під Києвом KG 51 допомогла сухопутних військам оточити у кільце війська радянського Південно-Західного фронту, знищивши близько 727 бойових машин Червоної армії. Загалом за вересень KG 51 здійснила 810 бойових вильотів, в яких знищила 27 літаків ВПС РСЧА, 290 машин, 22 танки, потяг та 5 суден річкової флотилії. Втрати ескадри становили два літаки. Ескадрилья 3./KG 51 штурмувала цілі під час облоги румунсько-німецькими військами Одеси.
У жовтні частина штаффелів підтримувала битву поблизу Азовського моря, де німецькі бомбардувальники атакували морські сили Чорноморського флоту. З 24 вересня і по жовтень авіаційна ескадра атакувала залізничні лінії і рух, коли 1-ша танкова армія генерал-полковника Евальда фон Кляйста проривалася до Азовського моря. У Дніпропетровську та лініях комунікацій від нього до Сталіно, на Маріуполь, Таганрог та Ростов радянський залізничний рух був паралізований. KG 51 з KG 27 бомбардували порт Бердянська, щоб запобігти евакуації морем радянській 18-ій армії. У жовтні пілоти ескадри виконали 412 місій, заявив, що 10 літаків було збито, 315 транспортних засобів знищено, вісім поїздів, один крейсер, два судна, ціною втрати трьох бомбардувальників.
З листопада бомбардувальники ескадри підтримували відступ групи армій «Південь» після першої битви під Ростовом.
У період з 1 по 30 листопада 1941 року авіаційна частина переїхала до Миколаєва, Україна. За цей місяць льотчики ескадри здійснили 412 бойових вильотів, нарахувавши на свій рахунок 10 літаків, 8 поїздів, 315 транспортних засобів, один легкий крейсер (2 листопада крейсер проєкту 26 «Ворошилов» був сильно пошкоджений і вийшов з ладу на декілька місяців) і два судна знищені; причому німецька ескадра втратила лише три літаки.

#### 1942
51-ша бомбардувальна ескадра зіграла важливу роль у протидії морській активності на Чорному морі, а також у підтримці військ вермахту під час боїв у Криму, особливо в боях на Керченському півострові. Штаб ескадри, I. та III./KG 51 були розгорнуті на зручних аеродромах для здійснення ударів по всіх портах Кримського та Кавказького регіонів. III./KG 51 базувався на аеродромі в Саках і був одним з небагатьох підрозділів Люфтваффе зі спеціалізованою підготовкою льотчиків щодо ведення протикорабельної боротьби.
17 березня 1942 року III./KG 51 бомбардував та пошкодив 4629-тонний танкер «Куйбишев» у порту Новоросійська. 18 березня KG 51 Ju 88 потопив транспорт «Георгій Димитров» (3748 т). 23 березня дев'ять Ju 88 затопили мінні загороджувачі «Островський» та «ГШ-13» та моторний торпедний катер у гавані Туапсе. Німецькі бомбардувальники також пошкодили два підводні човни (С-33 та Д-5).
З початку лютого до кінця березня 1942 року, Чорноморський транспортний флот зазнав настільки великі втрати у транспортних засобах, що радянським сухопутним військам було наказано припинити всі наступальні операції для збереження запасів — сумарна водотоннажність суден з 43 900 т скоротилася до 27 800 т. Шість транспортних засобів були втрачені, а шість пошкоджено.
28 квітня 1942 року до Криму прибув VIII повітряний корпус генерала Вольфрама фон Ріхтгофена. KG 51 був підпорядкований цьому повітряному корпусу. Основним завданням 51-ій ескадрі визначалося забезпечення авіаційної підтримки військ вермахту в боях на Керченському півострові. Після цього ескадра активно залучалася до облоги Севастополя. Бомбардувальники формування були причетні до величезних бомбардувальних операцій проти міста. 19 червня 1942 року 2./KG 51 затопив плавучу зенітну батарею «Не чіпай мене» у Північній бухті.
Ще до переможного завершення облоги, KG 51 терміново перекинули далі на північ, де різко загострилася обстановка через початок стратегічного наступу Червоної армії під Харковом. Льотчики ескадри билися у Другій Харківській битві, під тимчасовим керівництвом командувача IV повітряного корпусу. Тільки з 20 та 21 травня ескадра здійснила 294 вильоти. 4-й повітряний корпус зарахував знищення 596 літаків у повітрі, 19 — на землі, 227 танків, 3038 машин, 24 артилерійських батарей, 49 артилерійських систем, 22 локомотивів, 6 повних составів, втім втратив під час боїв 49 своїх літаків. Після завдання нищівної поразки радянським військам KG 51 продовжувала інтенсивні бомбардувальні дії, діючи за планом операції «Блау» у період між 10 та 13 червня 1942 року. У ході боїв за Воронеж KG 51 здійснював атаки на аеродроми та місто.
У подальшому 51-ша бомбардувальна ескадра продовжувала діяти, як «пожежна команда», коли група армій «Південь» все більше заглиблювалася в Сталінградській битві, а також у битві на Кавказі. Пілоти ескадри підтримували спробу прориву 1-ї танкової армії на бакинські нафтові родовища, яка провалилася до жовтня 1942 року. 17 листопада 1942 року друга група бомбардувала радянське судноплавство в Каспійському морі, також залучалася до бомбардування Астрахані. Пізніше бомбардувальна частина підтримала відступ німецької 17-ї армії через Таманський півострів до Криму.
У листопаді після успішного радянського стратегічного наступу під Сталінградом, що призвів до оточення значних сил країн Осі поблизу цього міста, KG 51 залучили до підтримки обложених військ. Бомбардувальники здійснювали атаки на радянські позиції, зокрема плацдарми на Дону та Чирі, а також на фронт навколо міста, який швидко звужувався.

#### 1943
Зимою 1943 року група II./KG 51 залишилася у складі IV повітряного корпусу та билася в Третій битві під Харковом. Вона також діяла в секторі Бєлгорода, місто яке було захоплено через чотири дні після Харкова. I./KG 51 зіграла вирішальну роль у зупиненні танкового прориву радянських військ генерала Маркіяна Попова під час його рейду на Запоріжжя. Після цього групу перевели з авіабази в Полтаві до Німеччини, де вона була переформована на підрозділ важких винищувачів та увійшла до складу Люфтваффе, що забезпечували повітряну оборону Рейху.
У травні та червні 1943 року KG 51 брала участь у підготовчих стратегічних нальотах на оборонні позиції радянських військ на Курському виступі. 9 травня командир 51-ї бомбардувальної ескадри майор Егберт фон Франкенберг унд Прошліц втік до Радянського Союзу, прихопивши із з собою багато таємних документів. Влітку 1943 року решта 51-ї бомбардувальної ескадри брала участь в операції «Цитадель», у битві на Курській дузі.
4 червня 6-й повітряний флот Роберта ріттера фон Грайма розпочав стратегічну повітряну кампанію із завдаванням ударів по ключових об'єктах радянської військової промисловості. Шість бомбардувальних ескадр — KG 3, KG 4, KG 27, KG 51, KG 53, KG 55 та KG 100 — протягом кількох тижнів здійснювали масовані нальоти на радянські заводи і фабрики у Куйбишеві, Москві, Уфі, Казані та Горькому, де вироблялися бойові літаки, авіаційні двигуни та устаткування для військової авіації РСЧА. За даними німців у ході цієї кампанії було скинуто понад 1015 тонн бомб і військовій промисловості СРСР завдано колосальних втрат, при цьому німецька авіація втратила лише 6 бомбардувальників; радянські дані стверджували про 145.
З 5 липня штаб, II. та III./KG 51, діючи на північному фасі виступу в районі Брянська, продовжували підтримку 9-ї польової генерал-полковника Вальтера Моделя та 2-ї танкової генерала від інфантерії Еріха-Генріха Клосснера армій вермахту в операції «Цитадель». Після того, як німецький план стратегічного наступу провалився, бомбардувальна авіація забезпечувала відступ своїх військ на захід. II./KG 51 та III./KG 51 брали участь у боях навколо Орла, та допомогли запобігти знищенню німецької 9-ї армії. 1 вересня ескадра передислокувалася до Кіровограда. III./KG 51, який 12 липня здійснила свій 10-тисячний бойовий виліт, 1 серпня відступила до Кіровограда, а 31 серпня 1943 року була виведена зі Східного фронту.

### Східне Середземномор'я
18 вересня II./KG 51 було перекинуто до Салонік, де на неї поклали завдання авіаційної підтримки вермахту в Додеканеській кампанії. Авіагрупа атакувала кораблі союзників у битвах за острови Кос та Лерос, штурмувала сили союзників на Самосі та Хіосі.
Згодом група на нетривалий термін була повернута на Східний фронт, з базуванням у Калинівці. Билася поблизу Черкас та у Другій битві під Києвом. 4 січня 1944 року II./KG 51 перевели до Вінниці, а потім до Любліна через чотири дні і атакував радянські передові загони поблизу Житомира. 6 лютого 1944 року II./KG 51 перейменували на III./KG 3.

### Стратегічна повітряна оборона Рейху
З 6 по 30 серпня 1943 року група I./KG 51 базувалася на аеродромах у Лехвельді та Меммінгені. 6 вересня авіагрупа здійснила свою першу місію з перехоплення ворожої авіації в небі над Штутгартом. 9 вересня її перевели до Гершинга в Австрії. Екіпажі брали участь у відбитті другого рейду на Швайнфурт, але майже всі Me 410 були пошкоджені під час запеклих боїв. 6 грудня група передислокувала свої підрозділи до Франції, щоб діяти як нічні винищувачі в системі протиповітряної оборони над Атлантичним валом. Підрозділи авіагрупи з 40 літаками, з яких 24 були в боєготовому стані та 36 екіпажами, базувалися в Дре, Сен-Андре та Евре; але більшість членів екіпажів не мала відповідної підготовки проведенню нічних польотів.

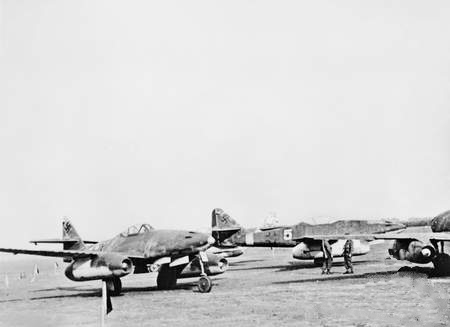
Захоплені на аеродромі у Фассберзі реактивні винищувачі Me 262 51-ї бомбардувальної та 7-ї винищувальної ескадр. Травень 1945

Тим часом переозброєння III./KG 51 на Me 410 не було завершено, і 31 грудня 1943 року група була тимчасово розформована.
Авіація ескадри брала активну участь в останній частині кампанії на Західному фронті та в повітряних боях з оборони Рейху. Її помітним успіхом став нічний наліт на аеродроми Англії. 22 квітня 1944 року літаки американських 1-ї та 3-ї бомбардувальних дивізій ПС армії США після денного нальоту на Німеччину поверталися до Англії в темряві. Несподівано вони були атаковані німецькими Me 410 безпосередньо над їхніми базами. Протягом наступних двадцяти хвилин 10 літаків, дев'ять з яких B-24 «Ліберейтор», були збиті, загинув 61 американський пілот; німці втратили лише два Me 410 і чотирьох льотчиків.
З січня по травень 1944 року «штаффелі» I. і II./KG 51 брали участь в операції «Штайнбок», бомбардуванні Великого Лондона. II./KG 51, який був перейменований в III./KG 3, був реформований за рахунок передачі V./KG 2. Він базувався в Гільзе-Рієні, а пізніше перемістився до Зестерберга в Нідерландах, увійшовши до складу IX повітряного корпусу 3-го повітряного флоту. Він втратив п'ять Me 410 в ніч з 22 на 23 лютого. Деякі літаки залишилися у Франції як нічні винищувачі, але 15 серпня група була виведена до Швабського Галля, оскільки фронт у Нормандії розвалився й командування Люфтваффе вживало заходів щодо евакуації своїх сил на схід. I./KG 51 був фактично знищений під час проведення операції «Штайнбок», але в ніч 18/19 квітня 1944 року здійснив останній великий наліт на Лондон. 25 травня 1944 року його було передислоковано на аеродром Лехвельд у Німеччині.
I./KG 51 розпочав швидке переозброєння на сучасні реактивні Messerschmitt Me 262. Деякі пілоти 3-ї ескадрильї були достатньо підготовлені і 20 липня відправлені до Франції як 51-ша спеціальна оперативна команда (нім. Einsatzkommando 51). 15 серпня вона перелетіла до Крея, а через дванадцять днів — до аеродрому Жувенкур. 30 серпня, транзитом через Ш'євр у Бельгії, група реактивних літаків прибула до Німеччини. До початку вересня підрозділ мав 38 винищувачів Me 262 і перебував під командуванням 3-ї авіаційної дивізії II винищувального корпусу. 14 листопада ця група втратила багато літаків у результаті бомбардування союзниками їхньої бази в Райне, а 25 листопада розпочав операції над Ейндговеном. Авіаційний підрозділ брав участь у битві на «Виступі», в ході якої в бою використовувався 21 бойовий літак.
1 січня 1945 року 51-ша групи виконувала завдання з безпосередньої підтримки під час операції «Боденплатте», маючи на 10 січня рекордні 37 боєготових (з 51 Me 262) в Гібельштадті. З 10 по 13 січня група здійснила бомбардування Страсбурга. 7 березня вона супроводжувала перші у світі реактивні бомбардувальники Ar 234 III./KG 76 під час битви при Ремагені бомбардувала важливий міст. З 13 по 20 березня — виконувала бойові вильоти на об'єкти в Ельзасі. 9 квітня, знаходячись у складі 16-ї авіаційної дивізії, підрозділ мав лише 15 Me 262 (11 боєготових). 21 квітня він атакувала мости на Дунаї в Діллінгені. 23 квітня група відступила до Мюнхена, коли французька армія захопила їхні аеродроми. 8 травня 1945 року 51-ша спеціальна оперативна команда здалася американським військам.

## Командування

### Командири KG 51
- оберст доктор Йоганн-Фолькмар Фіссер (нім. Johann-Volkmar Fisser) (1 травня 1939 — 26 березня 1940);
- оберст Йозеф Каммгубер (нім. Josef Kammhuber) (26 березня — 3 червня 1940), узятий у полон, після капітуляції Франції звільнений;
- оберст доктор Йоганн-Фолькмар Фіссер (3 червня — 12 серпня 1940), загинув у бою;
- майор Ганс-Бруно Шульц-Гайн (нім. Hans-Bruno Shulz-Heyn) (12 серпня 1940 — 31 серпня 1941);
- оберст Пауль Кестер (нім. Paul Koester) (1 вересня 1941 — 4 липня 1942);
- майор Вільгельм фон Фрідебург (нім. Wilhelm von Friedeburg) (4 липня — 30 листопада 1942);
- оберст Генріх Конраді (нім. Heinrich Conrady) (1 грудня 1942 — 8 січня 1943), загинув у бою;
- майор Фріц-Герберт Дітріх (нім. Fritz-Herbert Dierich) (9 січня — 4 лютого 1943);
- майор Егберт фон Франкенберг унд Прошліц[de] (нім. Egbert von Frankenberg un Proschlitz) (5 лютого — 9 травня 1943), втік до СРСР;
- майор Ганс Гайсе (нім. Hanns Heise) (9 травня 1943 — 25 лютого 1944);
- оберстлейтенант Вольф-Дітріх Майстер (нім. Wolf-Dietrich Meister) (25 лютого — 4 грудня 1944);
- майор Вольфганг Шенк (нім. Wolfgang Schenck) (5 грудня 1944 — 31 січня 1945);
- оберстлейтенант Рудольф Гелленшлебен (нім. Rudolf Hallensleben) (1 лютого — 19 квітня 1945), загинув у бою;
- оберстлейтенант Зігфрід Барт (нім. Siegfried Barth) (28 квітня — 8 травня 1945).

### Командири I./KG 51
- оберстлейтенант Ганс Корте (1 травня — 18 грудня 1939);
- майор Ганс-Бруно Шульц-Гайн (нім. Hans-Bruno Schulz-Heyn) (19 грудня 1939 — 12 серпня 1940);
- гауптман Курт фон Грайфф (нім. Kurt von Greiff) (12 серпня 1940 — 14 лютого 1941);
- гауптман Генріх Ган (нім. Heinrich Hahn) (14 лютого 1941 — 3 лютого 1942);
- майор Ганс-Йоахім Ріттер (нім. Hans-Joachim Ritter) (3 лютого — 6 жовтня 1942);
- майор Фріц-Герберт Дітріх (нім. Fritz-Herbert Dierich) (6 жовтня 1942 — 5 лютого 1943);
- майор Клаус Геберлен (5 лютого — 11 жовтня 1943);
- майор Вольф-Дітріх Майстер (нім. Wolf-Dietrich Meister) (11 жовтня 1943 — 25 лютого 1944);
- майор Ганс Унрау (нім. Hans Unrau) (25 лютого 1944 — 8 травня 1945).

### Командири II./KG 51
- майор Фрідріх Вінклер (нім. Friedrich Winkler) (15 квітня 1940 — 31 березня 1941);
- гауптман Макс Штадельмаєр (нім. Max Stadelmeier) (31 березня — 22 червня 1941†);
- майор Вільгельм фон Фрідебург (нім. Wilhelm von Friedeburg) (22 червня 1941 — 1 квітня 1942);
- майор Фрідріх Вільгельм Кауфнер (нім. Friedrich Wilhelm Kaufner) (1 — 22 квітня 1942†);
- гауптман Рудольф Генне (нім. Rudolf Henne) (21 травня 1942 — 26 лютого 1943);
- майор Герберт Фосс (нім. Herbert Voss) (26 лютого 1943 — 31 грудня 1944);
- майор Мартін Феттер (нім. Martin Vetter) (1 січня — 6 лютого 1945);
- гауптман Ганс-Йоахім Грундманн (нім. Hans-Joachim Grundmann) (21 березня — 8 травня 1945).

### Командири III./KG 51
- оберст Алоїс Штекль (нім. Alois Stoeckl) (1 травня 1939 — 7 березня 1940);
- майор Йоганн-Вільгельм Кінд (нім. Johann-Wilhelm Kind) (7 березня — 24 червня 1940);
- майор Вальтер Марінфельд (нім. Walter Marienfeld) (24 червня 1940 — 23 листопада 1941);
- майор Ернст фрейхерр фон Бібра (нім. Ernst Freiherr von Bibra) (23 листопада 1941 — 15 лютого 1943†);
- гауптман Вільгельм Рат (нім. Wilhelm Rath) (15 лютого — 31 грудня 1943);
- гауптман Мартін Феттер (нім. Martin Vetter) (6 лютого — 20 листопада 1944);
- майор Курт Дальманн (20 листопада 1944 — 8 травня 1945).

### Командири IV./KG 51
- гауптман Ганс-Йоахім Ріттер (нім. Hans-Joachim Ritter) (30 липня 1940 — 24 лютого 1942);
- гауптман Вільгельм Штеммлер (нім. Wilhelm Stemmler) (25 лютого — 12 грудня 1942);
- гауптман Йозеф Шольс (нім. Josef Schölss) (13 грудня 1942 — 31 січня 1944);
- майор Зігфрід Барт (нім. Siegfried Barth) (1 лютого — 28 грудня 1944);
- майор Міхаель Бендер (нім. Michael Bender) (22 березня — 30 квітня 1945).

## Основні райони базування 51-ї бомбардувальної ескадри

### Основні райони базуванняштабуKG 51
| 1 травня 1939 — 20 червня 1940   | Ландсберг-ам-Лех               | 5-та авіаційна дивізія V повітряного корпусу     | Do 17M, He 111H, Ju 88A |
| 20 червня 1940 — 30 березня 1941 | Париж-Орлі                     | V повітряний корпус                              | Ju 88A                  |
| 30 березня — 16 квітня 1941      | Вінер-Нойштадт                 | 4-й повітряний флот                              | Ju 88A                  |
| 16 квітня — 14 травня 1941       | Крумово                        | 4-й повітряний флот                              | Ju 88A                  |
| 14 травня — 4 червня 1941        | Вінер-Нойштадт                 | 4-й повітряний флот                              | Ju 88A                  |
| 4 червня — 15 липня 1941         | Коросно                        | V повітряний корпус                              | Ju 88A                  |
| 15 липня — 17 жовтня 1941        | Зіліштянка/ Бєльці             | IV повітряний корпус                             | Ju 88A                  |
| 17 жовтня 1941 — 3 квітня 1942   | Миколаїв                       | IV повітряний корпус                             | Ju 88A                  |
| 3 квітня — 10 липня 1942         | Запоріжжя                      | IV повітряний корпус                             | Ju 88A                  |
| 10 липня — 12 вересня 1942       | Сталіно                        | VIII повітряний корпус                           | Ju 88A                  |
| 12 вересня — 8 жовтня 1942       | Багерове                       | IV повітряний корпус                             | Ju 88A                  |
| 8 жовтня — 7 грудня 1942         | Сарабуз                        | IV повітряний корпус                             | Ju 88A                  |
| 7 грудня 1942 — 5 лютого 1943    | Ростов-на-Дону                 | IV повітряний корпус                             | Ju 88A                  |
| 5 — 27 лютого 1943               | Запоріжжя                      | IV повітряний корпус                             | Ju 88A                  |
| 27 лютого — 8 травня 1943        | Багерове                       | I повітряний корпус                              | Ju 88A                  |
| 8 травня — 26 липня 1943         | Брянськ                        | 1-ша авіаційна дивізія                           | Ju 88A                  |
| 26 липня — 16 серпня 1943        | Сєща                           | 1-ша авіаційна дивізія                           | Ju 88A                  |
| 16 серпня — 7 вересня 1943       | Кіровоград                     | IV повітряний корпус                             | Ju 88A                  |
| 7 вересня — 6 грудня 1943        | Іллесгайм                      | Командування Люфтваффе «Центр»                   | Ju 88A, Me 410A         |
| 6 грудня 1943 — 15 лютого 1944   | Евре                           | IX повітряний корпус                             | Me 410A                 |
| 15 лютого — 23 травня 1944       | Сен-Жорж                       | IX повітряний корпус                             | Me 410A                 |
| 23 травня — серпень 1944         | Лехвельд                       | Повітряний флот «Рейх»                           | Me 410A                 |
| серпень — листопад 1944          | Ландсберг-Лех                  | Повітряний флот «Рейх»                           | Me 262A                 |
| листопад 1944 — 20 березня 1945  | Райне-Бентлаг/Герстель/Гопстен | 3-тя авіаційна дивізія II винищувального корпусу | Me 262A                 |
| 20 — 30 березня 1945             | Гібельштадт                    | Повітряний флот «Рейх»                           | Me 262A                 |
| 30 березня — 21 квітня 1945      | Ляйпгайм                       | Повітряний флот «Рейх»                           | Me 262A                 |
| 21 — 24 квітня 1945              | Меммінген                      | Повітряний флот «Рейх»                           | Me 262A                 |
| 24 — 30 квітня 1945              | Гольцкірхен                    | Повітряний флот «Рейх»                           | Me 262A                 |

### Основні райони базування I./KG 51
| 1 травня — 20 серпня 1939        | Ландсберг-ам-Лех       | 5-та авіаційна дивізія V повітряного корпусу     | Do 17M, He 111H  |
| 20 серпня 1939 — 6 травня 1940   | Меммінген              | V повітряний корпус                              | He 111H, Ju 88A  |
| 6 травня — 20 червня 1940        | Лехвельд               | V повітряний корпус                              | Ju 88A           |
| 20 червня — 1 серпня 1940        | Париж-Орлі             | V повітряний корпус                              | Ju 88A           |
| 1 серпня 1940 — 30 березня 1941  | Вілароше               | V повітряний корпус                              | Ju 88A           |
| 30 березня — 16 квітня 1941      | Вінер-Нойштадт         | 4-й повітряний флот                              | Ju 88A           |
| 16 квітня — 14 травня 1941       | Крумово                | 4-й повітряний флот                              | Ju 88A           |
| 14 травня — 4 червня 1941        | Вінер-Нойштадт         | 4-й повітряний флот                              | Ju 88A           |
| 4 червня — 4 липня 1941          | Коросно                | V повітряний корпус                              | Ju 88A           |
| 4 — 15 липня 1941                | Луцьк                  | V повітряний корпус                              | Ju 88A           |
| 15 липня — 10 жовтня 1941        | Цілістеа               | IV повітряний корпус                             | Ju 88A           |
| 10 жовтня 1941 — 24 січня 1942   | Тирасполь              | IV повітряний корпус                             | Ju 88A           |
| 24 січня — 3 квітня 1942         | Одеса                  | IV повітряний корпус                             | Ju 88A           |
| 3 квітня — 30 травня 1942        | Запоріжжя              | IV повітряний корпус                             | Ju 88A           |
| 30 травня — 10 липня 1942        | Одеса                  | VIII повітряний корпус                           | Ju 88A           |
| 10 липня — 5 серпня 1942         | Сталіно                | VIII повітряний корпус                           | Ju 88A           |
| 5 — 19 серпня 1942               | Керч                   | IV повітряний корпус                             | Ju 88A           |
| 19 серпня — 6 жовтня 1942        | Тацинська              | VIII повітряний корпус                           | Ju 88A           |
| 6 жовтня — 3 листопада 1942      | Сарабуз                | IV повітряний корпус                             | Ju 88A           |
| 3 листопада — 7 грудня 1942      | Тацинська              | VIII повітряний корпус                           | Ju 88A           |
| 7 грудня 1942 — 5 лютого 1943    | Ростов-на-Дону         | IV повітряний корпус                             | Ju 88A           |
| 5 лютого — 2 квітня 1943         | Запоріжжя              | IV повітряний корпус                             | Ju 88A           |
| 2 квітня — 8 травня 1943         | Ростов-на-Дону         | I повітряний корпус                              | Ju 88A           |
| 8 травня — 6 серпня 1943         | Іллесгайм              | Командування Люфтваффе «Центр»                   | Ju 88A, Me 410A  |
| 6 — 30 серпня 1943               | Меммінген/Лехвельд     | Командування Люфтваффе «Центр»                   | Me 410A          |
| 30 серпня — 29 вересня 1943      | Іллесгайм              | Командування Люфтваффе «Центр»                   | Me 410A          |
| 29 вересня — 6 грудня 1943       | Гершинг                | Командування Люфтваффе «Центр»                   | Me 410A          |
| 6 грудня 1943 — 25 квітня 1944   | Евре                   | IX повітряний корпус                             | Me 410A          |
| 25 квітня — 23 травня 1944       | Дре/Сен-Андре          | IX повітряний корпус                             | Me 410A          |
| 23 травня — 20 липня 1944        | Лехвельд/Ляйпгайм      | IX повітряний корпус                             | Me 410A, Me 262A |
| 20 липня — 12 серпня 1944        | Шатоден                | IX повітряний корпус                             | Me 262A          |
| 12 — 15 серпня 1944              | Етамп                  | IX повітряний корпус                             | Me 262A          |
| 15 — 27 серпня 1944              | Крей                   | IX повітряний корпус                             | Me 262A          |
| 27 — 28 серпня 1944              | Корбені/Жувенкур       | IX повітряний корпус                             | Me 262A          |
| 28 — 30 серпня 1944              | Ат/Ш'євр               | IX повітряний корпус                             | Me 262A          |
| 30 серпня — 5 вересня 1944       | Волкел                 | IX повітряний корпус                             | Me 262A          |
| 5 вересня 1944 — 20 березня 1945 | Райне/Герстель/Гопстен | 3-тя авіаційна дивізія II винищувального корпусу | Me 262A          |
| 20 — 30 березня 1945             | Гібельштадт            | Повітряний флот «Рейх»                           | Me 262A          |
| 30 березня — 24 квітня 1945      | Ляйпгайм               | Повітряний флот «Рейх»                           | Me 262A          |
| 21 — 24 квітня 1945              | Меммінген              | Повітряний флот «Рейх»                           | Me 262A          |
| 24 — 30 квітня 1945              | Мюнхен-Рим             | Повітряний флот «Рейх»                           | Me 262A          |
| 30 квітня — 6 травня 1945        | Прага-Рюзин            | Повітряний флот «Рейх»                           | Me 262A          |
| 6 — 8 травня 1945                | Заац                   | Повітряний флот «Рейх»                           | Me 262A          |

### Основні райони базування II./KG 51
| 1 квітня — 14 червня 1940        | Мюнхен-Рим                | V повітряний корпус     | Ju 88A           |
| 14 — 18 червня 1940              | Штутгарт-Ехтердінген      | V повітряний корпус     | Ju 88A           |
| 18 червня — 24 серпня 1940       | Етамп-Мондезір            | V повітряний корпус     | Ju 88A           |
| 24 серпня 1940 — 12 квітня 1941  | Париж-Орлі                | V повітряний корпус     | Ju 88A           |
| 12 квітня — 20 червня 1941       | Вінер-Нойштадт            | 4-й повітряний флот     | Ju 88A           |
| 20 — 27 червня 1941              | Коросно                   | V повітряний корпус     | Ju 88A           |
| 27 червня — 8 вересня 1941       | Бєльці                    | V повітряний корпус     | Ju 88A           |
| 8 вересня — 4 грудня 1941        | Вінер-Нойштадт            | 4-й повітряний флот     | Ju 88A           |
| 4 — 12 грудня 1941               | Миколаїв                  | IV повітряний корпус    | Ju 88A           |
| 12 грудня 1941 — 7 вересня 1942  | Запоріжжя                 | IV повітряний корпус    | Ju 88A           |
| 7 — 20 вересня 1942              | Сталіно                   | IV повітряний корпус    | Ju 88A           |
| 20 вересня — 25 жовтня 1942      | Багерове                  | IV повітряний корпус    | Ju 88A           |
| 25 жовтня — 6 листопада 1942     | Армавір                   | IV повітряний корпус    | Ju 88A           |
| 6 листопада 1942 — 6 лютого 1943 | Багерове                  | IV повітряний корпус    | немає            |
| 6 лютого — 8 травня 1943         | Запоріжжя                 | IV повітряний корпус    | Ju 88A           |
| 8 травня — 26 липня 1943         | Брянськ                   | 1-ша авіаційна дивізія  | Ju 88A           |
| 26 липня — 1 серпня 1943         | Сещинська                 | 1-ша авіаційна дивізія  | Ju 88A           |
| 1 серпня — 1 вересня 1943        | Бобруйськ                 | 1-ша авіаційна дивізія  | Ju 88A           |
| 1 — 18 вересня 1943              | Кіровоград/Харків/Житомир | IV повітряний корпус    | Ju 88A           |
| 18 вересня — 28 листопада 1943   | Салоніки                  | X повітряний корпус     | Ju 88A           |
| 28 листопада 1943 — 4 січня 1944 | Калинівка                 | VIII повітряний корпус  | Ju 88A           |
| 4 — 8 січня 1944                 | Вінниця                   | VIII повітряний корпус  | Ju 88A           |
| 8 січня — квітень 1944           | Люблін                    | VIII повітряний корпус  | Ju 88A           |
| квітень — 15 серпня 1944         | Гилзе-эн-Рейен            | IX повітряний корпус    | Me 410A          |
| 15 серпня — 31 грудня 1944       | Швабський Галль           | Повітряний флот «Рейх»  | Me 410A, Me 262A |
| 31 грудня 1944 — 10 січня 1945   | Ахмер (Брамше)            | —                       | Me 262A          |
| 10 січня — 21 березня 1945       | Ессен/Мюльгайм            | 14-та авіаційна дивізія | Me 262A          |
| 21 — 30 березня 1945             | Швабський Галль           |                         | Me 262A          |
| 30 березня — квітень 1945        | Фюрт                      | Повітряний флот «Рейх»  | Me 262A          |
| ? квітня — 24 квітня 1945        | Лінц/Гершинг              | Повітряний флот «Рейх»  | Me 262A          |

### Основні райони базування III./KG 51
| 1 травня — 6 листопада 1939        | Меммінген       | 5-та авіаційна дивізія V повітряного корпусу | Do 17M, He 111H |
| 6 листопада 1939 — 20 червня 1940  | Ландсберг-Лех   | V повітряний корпус                          | He 111H, Ju 88A |
| 20 червня — 3 листопада 1940       | Етамп           | V повітряний корпус                          | Ju 88A          |
| 3 листопада 1940 — 30 березня 1941 | Бретіньї        | V повітряний корпус                          | Ju 88A          |
| 30 березня — 18 червня 1941        | Вінер-Нойштадт  | 4-й повітряний флот                          | Ju 88A          |
| 18 червня — 5 липня 1941           | Лосзайнен       | V повітряний корпус                          | Ju 88A          |
| 5 — 18 липня 1941                  | Володимир       | V повітряний корпус                          | Ju 88A          |
| 18 липня — 30 серпня 1941          | Вінер-Нойштадт  | 4-й повітряний флот                          | Ju 88A          |
| 30 серпня — 23 жовтня 1941         | Бєльці          | IV повітряний корпус                         | Ju 88A          |
| 23 жовтня 1941 — 24 березня 1942   | Миколаїв        | IV повітряний корпус                         | Ju 88A          |
| 24 березня — 15 травня 1942        | Одеса           | IV повітряний корпус                         | Ju 88A          |
| 15 — 29 травня 1942                | Запоріжжя       | IV повітряний корпус                         | Ju 88A          |
| 29 травня — 10 липня 1942          | Харків-Західний | VIII повітряний корпус                       | Ju 88A          |
| 10 липня — 5 серпня 1942           | Сталіно         | VIII повітряний корпус                       | Ju 88A          |
| 29 травня — 10 липня 1942          | Харків-Західний | VIII повітряний корпус                       | Ju 88A          |
| 10 липня — 5 серпня 1942           | Сталіно         | VIII повітряний корпус                       | Ju 88A          |
| 5 — 20 серпня 1942                 | Керч            | IV повітряний корпус                         | Ju 88A          |
| 20 серпня — 28 вересня 1942        | Тацинська       | VIII повітряний корпус                       | Ju 88A          |
| 28 вересня — 20 грудня 1942        | Сарабуз         | IV повітряний корпус                         | немає           |
| 20 грудня 1942 — 6 лютого 1943     | Ростов-на-Дону  | IV повітряний корпус                         | Ju 88A          |
| 6 — 27 лютого 1943                 | Запоріжжя       | IV повітряний корпус                         | Ju 88A          |
| 27 лютого — 10 травня 1942         | Багерове        | Штаб Люфтваффе «Крим»                        | Ju 88A          |
| 10 травня — 21 липня 1943          | Брянськ         | 1-ша авіаційна дивізія                       | Ju 88A          |
| 21 липня — 9 серпня 1943           | Сещинська       | 1-ша авіаційна дивізія                       | Ju 88A          |
| 9 — 31 серпня 1943                 | Кіровоград      | IV повітряний корпус                         | Ju 88A          |
| 31 серпня — 31 грудня 1943         | Іллесгайм       | Командування Люфтваффе «Центр»               | Ju 88A          |

### Основні райони базування IV./KG 51
| 30 липня — листопад 1940        | Швабський Галль      |                                | Ju 88A          |
| листопад 1940 — 9 січня 1941    | Париж-Орлі           |                                | Ju 88A          |
| 10 січня — 29 серпня 1941       | Лехвельд             | 3-й повітряний флот            | Ju 88A          |
| 30 серпня — вересень 1941       | Іллесгайм            |                                | Ju 88A          |
| вересень — 24 грудня 1941       | Вінер-Нойштадт       | Командування Люфтваффе «Центр» | Ju 88A          |
| 24 грудня 1941 — 11 серпня 1943 | Бобруйськ            | Командування Люфтваффе «Центр» | Ju 88A          |
| 11 серпня 1943 — 1 квітня 1944  | Гільдесгайм          | Командування Люфтваффе «Центр» | Ju 88A, Me 410A |
| 2 квітня — грудень 1944         | Мюнхен-Рим           | Повітряний флот «Рейх»         | Ju 88A, Me 410A |
| грудень — 28 грудня 1944        | Нойбург-ан-дер-Донау |                                | Ju 88A, Me 410A |